# Viktor Lenacs skeppsvarv
Skeppsvarvet Viktor Lenac (kroatiska: Brodogradilište Viktor Lenac), i folkmun kallat Viktor Lenac, är ett skeppsvarv i Kostrena strax söder om Rijeka i Kroatien. Det är beläget omkring tre kilometer söder om Rijekas hamn och är ett av de största skeppsvarven vid medelhavet inom offshore-, reparations- och ombyggnadsarbeten. Företaget har cirka 1 200 anställda och av dessa arbetar 74 % med reparations- och ombyggnadsarbeten.

## Historik
Viktor Lenac grundades år 1896 i dåvarande Fiume (Rijeka) i Österrike-Ungern och kallades då Lazurus. Det tjänade till en början som reparationsverkstad för dubbelmonarkins örlogs-, handels- och fiskeflotta och arbetade till största del på beställning av österrikisk-ungerska eller italienska redare. 
År 1948 (efter andra världskrigets slut och det dåvarande Jugoslaviens omdaning till en socialistisk stat) antogs det nuvarande företagsnamnet. Skeppsvarvet uppkallades efter Viktor Lenac som själv arbetade vid varvet och av de kommunistiska myndigheterna betraktades som en nationalhjälte. I slutet av 1960-talet flyttades varvet till sin nuvarande position i Kostrena vid Martinšćica-viken, omkring tre kilometer söder och Rijekas hamn. 
År 1991 lämnade Kroatien den sydslaviska federationen Jugoslavien. I samband med införandet av marknadsekonomi i det självständiga Kroatien privatiserades skeppsvarvet.

## Kapacitet
Vid varvet finns bland annat tre flytdockor med en lyftkapacitet på 12 000 ton, 24 000 ton och 60 000 ton, en  bockkran med lyftkapacitet på 200 ton samt ett antal vanliga kranar. De senaste åren har stora investering gjorts på nya byggnader, olika typer av kranar och maskiner med mera till en summa av 20 miljoner amerikanska dollar.